# 印度洋-太平洋海域

印度洋-太平洋生物地理海域

印度洋-太平洋海域（英語：Indo-Pacific）或称印度-太平洋暖水区，是生物地理學世界海洋动物区系的一个分区。区域大约位于北纬40度至南纬40度之间，其东南部因受秘鲁寒流影响，南界明显向北偏颇。该分区也是世界海洋动物区系中面积最大者，包括印度洋、太平洋的绝大部分水域。也有划分方法未将美洲西海岸的区域划入印度-太平洋暖水区中，这样划分的该区域名称也被称作“印度洋-西太平洋区”（英語：Indo-West Pacific）。
這個名稱在海洋生物學、魚類學和其他相關學科都很有用，因為有很多海洋棲息地在馬達加斯加、日本和大洋洲之間連接不斷，在這個範圍裏有一些物種在大西洋是找不到的。也因為生態資源豐富，沿岸的各國貿易熱絡、人口龐大，近年來印太重歸國際中心後，開始成為海權戰略要地。

## 分支
世界自然基金会（WWF）和美国自然保育协会（The Nature Conservancy）把印度洋-太平洋海域分为三个海区，并把每个海区又分为一些小海区。

### 印度太平洋西海区
印度太平洋西海区包含印度洋西部和中部，包括非洲东海岸、红海、亚丁湾、波斯湾、阿拉伯海、孟加拉湾和安达曼海。

### 印度太平洋中海区
印度太平洋中海区包括很多连接印度洋与太平洋的海和海峡，有印尼群岛附近的一些海（除了属于印度太平洋西海区的苏门答腊岛西北海岸）、南海、菲律宾海、澳大利亚北海岸与新几内亚、密克罗尼西亚西部和中部、新喀里多尼亚、所罗门群岛、瓦努阿图、斐济和汤加附近的一些海。印度太平洋中海区因为处于两个大洋中间，所以拥有最多品种的珊瑚和红树林。

### 印度太平洋东海区
印度太平洋东海区包含着中太平洋的绝大部分火山岛，从马绍尔群岛，穿过波利尼西亚的中部和东南部，一直延伸到复活节岛和夏威夷群岛。

## 地缘学

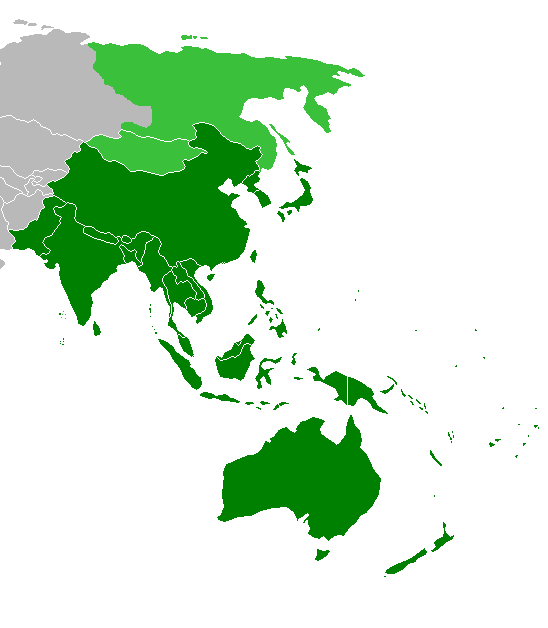
印太地区（深绿色部分）

印度洋-太平洋海域为“印太”地缘政治概念提供了海洋学、生物学论证。据学者考证，最初卡尔·豪斯霍弗（Karl Haushofer）提出“印太”战略，即参考了海洋学界定。